# Jess Wade
Jessica Alice Feinmann Wade BEM (Londres, 1988) é uma pesquisadora de física britânica no laboratório de Blackett Laboratory no Imperial College London, em Londres, Reino Unido. Sua pesquisa está baseada em diodos emissores de luz (também conhecido como LEDs) baseados em polímero. Wade contribui para o estímulo de mais mulheres nas áreas de exatas, principalmente a Física. Já representou o Reino Unido em campanhas como Hidden no More e participou do conselho da WISE Campaign que também promove a diversidade de gênero na área de exatas.
Jessica Wade ficou famosa após várias publicações, como o The Guardian e a CNN, noticiarem que Wade já havia criado, em apenas um ano, 270 artigos na Wikipédia sobre mulheres notáveis envolvidas com a ciência.

## Educação
Wade estudou na South Hampstead High School, formando-se em 2007. Ela então passou por um programa de fundação em Arte e Design no Chelsea College of Art and Design da Universidade das Artes de Londres, e em 2017 completou um Master of Science (MSci) em Física no Imperial College London. Ela continuou no Imperial, completando seu PhD em Física em 2016. Sua tese foi sobre nanometrologia em semicondutores orgânicos e foi supervisionada por Ji-Seon Kim.

## Pesquisa e carreira

### Viés de gênero na Wikipedia
Uma controvérsia em relação às alegações de que está sendo dada a mulheres que fazem contribuições para a ciência uma cobertura insuficiente na Wikipédia em inglês tornou-se amplamente notada quando o Washington Post de 12 de abril de 2019 publicou um artigo intitulado The Black Hole Photo Is Just One Example of Championing Women in Science, em coautoria com Zaringhalam e Wade. Em parte, o artigo lamentou que as discussões anteriores entre os editores voluntários da Wikipedia resultassem nas entradas biográficas originalmente criadas por Wade para a não inclusão de algumas cientistas no site, um entre centenas de artigos sobre mulheres cientistas com os quais Wade havia contribuído até então, com talvez aproximadamente um por cento dessas submissões recusada.

Com relação a um desses artigos, Wade tinha ouvido falar da química nuclear Clarice Phelps de Kit Chapman, que estava conduzindo pesquisas para seu livro Superheavy: Making and Breaking the Periodic Table (2019) com a intenção de "tornar a ciência mais acessível. Espero que, olhando para trás e vendo esse elenco e um pouco da diversidade que se reflete no passado, possamos obter mais diversidade no futuro." Wade criou uma curta biografia de Phelps na Wikipédia em setembro de 2018. A eliminação desse artigo em 11 de fevereiro de 2019 levou a uma prolongada discussão editorial e, abordando um tipo de disputa desencorajada entre os administradores voluntários do site, levando a sua restauração e re-eliminação. Chemistry World disse: 
No caso de Phelps, seu nome não apareceu nos artigos que anunciavam a descoberta de tennessine. Ela não foi notada pela grande mídia. A maioria das menções de seu trabalho estão no site de seu empregador –  uma fonte que não é classificada como independente pelos padrões da Wikipédia e, portanto, não é admissível quando se trata de estabelecer notabilidade. O consenso da comunidade [Wikipédia] era que sua biografia tinha que desaparecer. 
Wade disse ao Chemistry World que ela acredita que tais omissões de pesquisadores científicos da cobertura na Wikipédia são lamentáveis, afirmando sua impressão de que aceitam entradas até para as figuras mais obscuras da mídia popular. Em janeiro de 2020, houve um consenso para restaurar o artigo, já que então novas fontes estavam disponíveis.

### Publicações
As publicações de Wade incluem:
- Fei, Zhuping; Boufflet, Pierre; Wood, Sebastian; Wade, Jessica; Moriarty, John; Gann, Eliot; Ratcliff, Erin L.; McNeill, Christopher R.; Sirringhaus, Henning (21 de maio de 2015). «Influence of Backbone Fluorination in Regioregular Poly(3-alkyl-4-fluoro)thiophenes» [Influência da fluoração da coluna vertebral em poli (3-alquil-4-fluoro)tiofenos regiorregulares]. Journal of the American Chemical Society (em inglês). 137 (21): 6866–6879. PMID 25994804. doi:10.1021/jacs.5b02785
- Joseph Razzell-Hollis; Jessica Wade; Wing Chung Tsoi; Ying Soon; James Durrant; Ji-Seon Kim (30 de outubro de 2014), «Photochemical stability of high efficiency PTB7:PC70BM solar cell blends», Journal of Materials Chemistry A, ISSN 2050-7496 (em inglês), 2 (47): 20189-20195, doi:10.1039/C4TA05641H, Wikidata Q56673034

### Premiações
Em 2017, por suas contribuições à ciência, a população da ciência e a diversidade e inclusão de gênero na ciência, Wade recebeu a medalha Julia Higgins do Imperial College London. Também recebeu a medalha Robert Perrin Award de Ciência dos materiais em 2016 e o Early Career Physics Communicator Prize em 2015, do Institute of Materials, Minerals and Mining no Reino Unido, o prêmio Contribution to College Life em 2015 pela Imperial College Union e também foi ganhadora do projeto online Colour Zone I'm a Scientist, Get Me Out of Here, um projeto de promoção da ciência em 2015.
Em 2018, além de ganhar o prêmio e medalha Daphne Jackson por promover a ciência, Wade também ganhou uma menção honrosa como Wikimedista do Ano pelo cofundador da Wikipédia Jimmy Wales por suas "contribuições ao longo do ano para escrever sobre cientistas e engenheiros mal representados na Wikipédia".